# Генутьево
Генутьево — деревня в Сергиево-Посадском районе Московской области, в составе муниципального образования Сельское поселение Шеметовское (до 29 ноября 2006 года входила в состав Марьинского сельского округа).

## Население
| 2002 | 2006 | 2010 |
| ---- | ---- | ---- |
| 8    | ↗11  | ↘2   |

## География
Генутьево расположено примерно в 25 км (по шоссе) на северо-запад от Сергиева Посада, на безымянном ручье бассейна реки Вели (левый приток реки Дубны), высота центра деревни над уровнем моря — 231 м.